# Tamias (zoologia)
Tamias Illiger 1811 è un genere di Sciuridi noti anche come scoiattoli striati, tamia o con il termine inglese chipmunk.

## Tassonomia
Il genere Tamias comprende le seguenti specie:
- Genere Tamias
  - Tamias striatus
- Genere Eutamias
  - Tamias sibiricus
- Genere Neotamias
  - Tamias alpinus
  - Tamias amoenus
  - Tamias canipes
  - Tamias cinereicollis
  - Tamias dorsalis
  - Tamias merriami
  - Tamias minimus
  - Tamias obscurus
  - Tamias ochrogenys
  - Tamias palmeri
  - Tamias panamintinus
  - Tamias quadrimaculatus
  - Tamias quadrivittatus
  - Tamias ruficaudus
  - Tamias rufus
  - Tamias senex
  - Tamias siskiyou
  - Tamias sonomae
  - Tamias speciosus
  - Tamias townsendii
  - Tamias umbrinus